# Rinorea apiculata
Rinorea apiculata là một loài thực vật có hoa trong họ Hoa tím. Loài này được Hekking miêu tả khoa học đầu tiên năm 1979.